# Geelbruine schorsloper
De geelbruine schorsloper (Dromius angustus) is een keversoort uit de familie van de loopkevers (Carabidae). De wetenschappelijke naam van de soort werd in 1834 gepubliceerd door Gaspard Auguste Brullé.